# Agáta Klimeková
PhDr. Agáta Klimeková PhD. (* 1955 Rožňava) je slovenská bibliografka a spisovatelka.

## Život a dílo
Po maturitě na Gymnáziu P.J.Šafárika v Rožňavě studovala do 1979 v Prešově na Univerzitě Pavla Josefa Šafárika (dnes Prešovská univerzita v Prešově). Také získala akademický titul Ph.D.
Po ukončení studia se stala zaměstnancem Slovenské národní knihovny (SNK) v Martině. Později ukončila doktorské studium PhDr. Je odborně činná v oblasti kulturní historie, bibliografie, knihovědy, starých tisků a dějin knihtiskářství a exlibrisů.
Agáta Klimeková je dlouholetým předsedou Spolku slovenských knihovníků Žilinského kraje.

## Výběr z díla
- ibliografia inorečových kníh vydaných a vytlačených na území Slovenska, 1919 – 1938. Matica slovenská, Martin 1993, ISBN 80-7090-071-7.
- Bibliografia jarmočných a púťových tlačí 18. a 19. storočia z územia Slovenska. Matica slovenská, Martin 1996.
- Bibliografia divadelných plagátov 19. storočia z územia Slovenska. Diel 1 (A–H). Matica slovenská, Martin 1998.
- Personálna bibliografia Pavla Jozefa Šafárika. Diel 1. Slovenská národná knižnica, Martin 2004, ISBN 80-89023-35-5.
- Personálna bibliografia Pavla Jozefa Šafárika. Diel 2. Slovenská národná knižnica, Martin 2004, ISBN 80-89023-35-5.
- Ján Jessenius. Slováci na panovníckych dvoroch. Zborník prác z interdisciplinárnej konferencie, ktorá sa konala 13. – 14. septembra 2011 v Martine. Slovenská národná knižnica, Martin 2012, ISBN 978-80-89301-93-5.
- Bardejovský katechizmus z roku 1581. Najstaršia slovenská kniha. Filologické a bibliografické štúdie, textologická a grafická rekonštrukcia poškodeného korpusu unikátneho výtlačku. Slovenská národná knižnica, Martin 2013, ISBN 978-80-81490-46-0.
- Bibliografia územne slovacikálnych tlačí 19. storočia. Slovenská národná knižnica, Martin 2016.